# Beeskow
Beeskow (dolnołuż. Bezkow) – miasto we wschodnich Niemczech w kraju związkowym Brandenburgia, siedziba powiatu Oder-Spree. Położone nad Sprewą miasto liczy 8069 mieszkańców, a jego powierzchnia wynosi 77,15 km² (2011 r.).
Dzielnice miasta Beeskow: Bornow, Kohlsdorf, Krügersdorf, Neuendorf, Oegeln, Radinkendorf i Schneeberg.
W mieście znajduje się stacja kolejowa.
Przez miasto przepływa częściowo skanalizowana Sprewa a przy wyspie Spreeinsel zlokalizowany jest jaz oraz dwie śluzy i marina.

## Historia
Najstarsza wzmianka o miejscowości pochodzi z XIII w. Miasto położone w północnej części Dolnych Łużyc, znajdowało się w posiadaniu m.in. biskupów miśnieńskich, następnie gryfickiego księcia pomorskiego Świętobora I, a od 1477 do księcia saskiego Ernesta Wettyna. W 1518 miejscowość została zakupiona przez biskupa lubuskiego, pozostając formalnie lennem Czech. Mieściła się tu rezydencja biskupia. W 1555 r. zmarł tu ostatni katolicki biskup lubuski Jan VII Horneburg. W 1575 król Czech Maksymilian II Habsburg przekazał miasto w lenno Brandenburgii, a w 1598 diecezja lubuska została zamknięta. Miasto pozostawało lennem czeskim do 1742 r. Przez miasto prowadziła jedna z głównych dróg ucieczki powstańców listopadowych z Polski na Wielką Emigrację. Od 1871 r. leży w granicach Niemiec. W 1888 otwarto stację kolejową. Miasto zostało częściowo zniszczone w sowieckim nalocie 23 kwietnia 1945 r. W latach 1949–1990 część NRD.
W Beeskowie urodziła się dziennikarka Renate Marsch-Potocka.

## Zabytki
- zamek biskupów lubuskich, współcześnie siedziba Muzeum Muzycznego(inne języki)
- mury miejskie (m.in. Luckauer Torturm)
- Kościół Mariacki, gotycki
- najstarszy dom w mieście, zbudowany w 1482
- kościół Ducha Świętego z 1928
- cmentarz żydowski(inne języki)

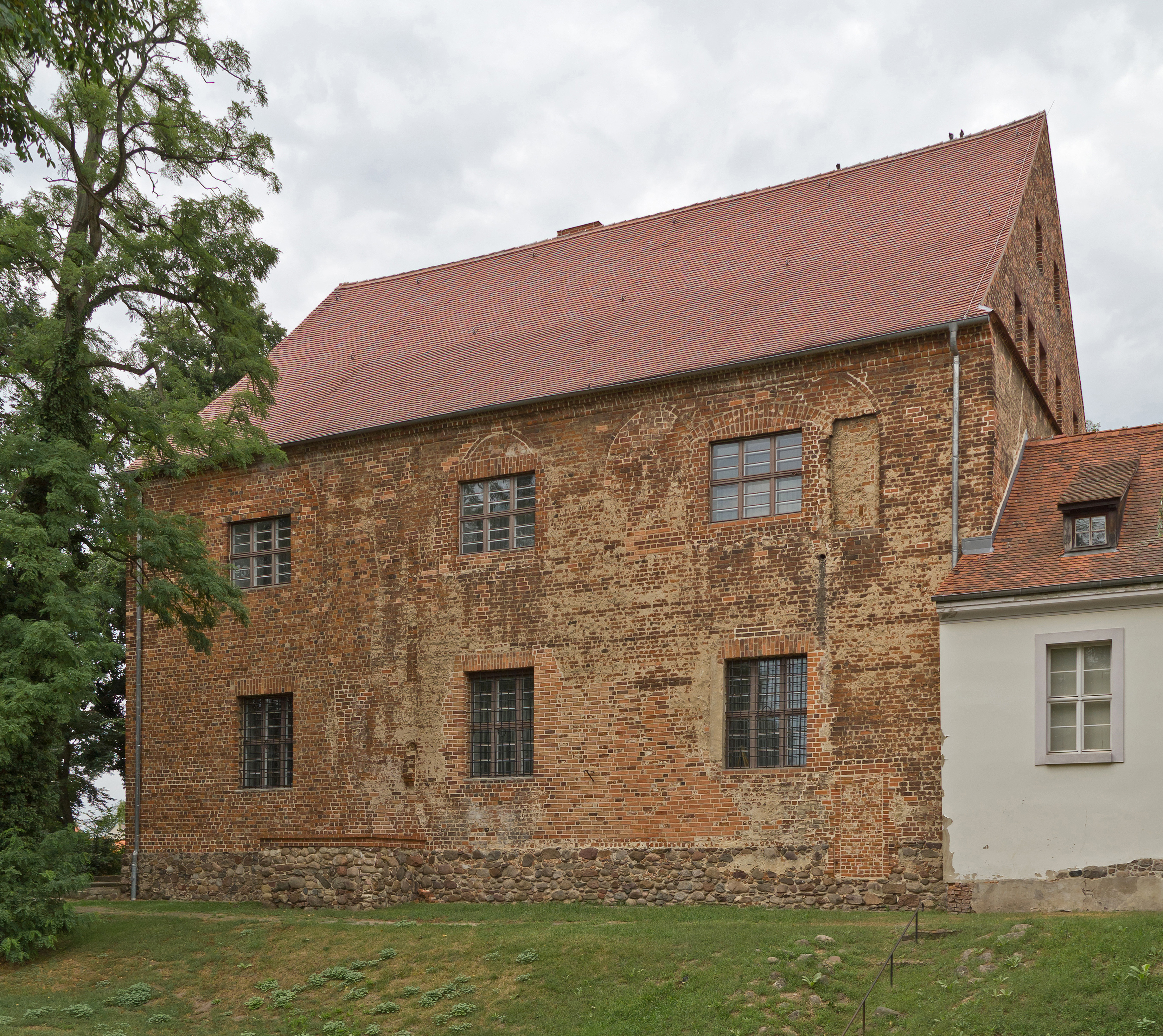
Zamek biskupów lubuskich
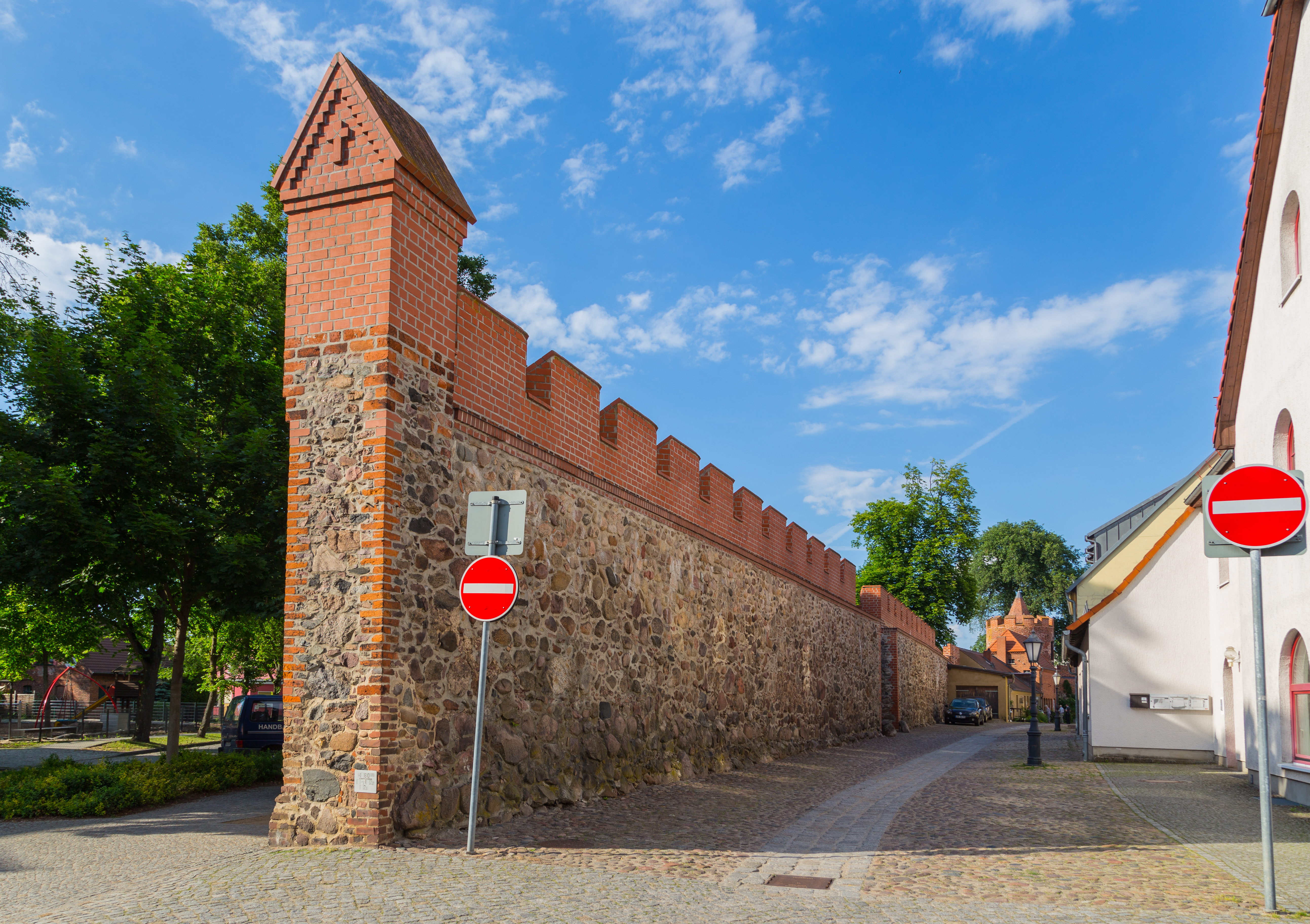
Mury miejskie
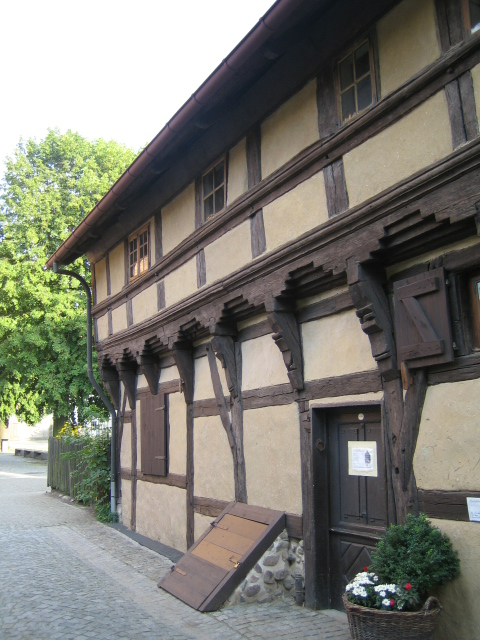
Najstarszy dom miasta
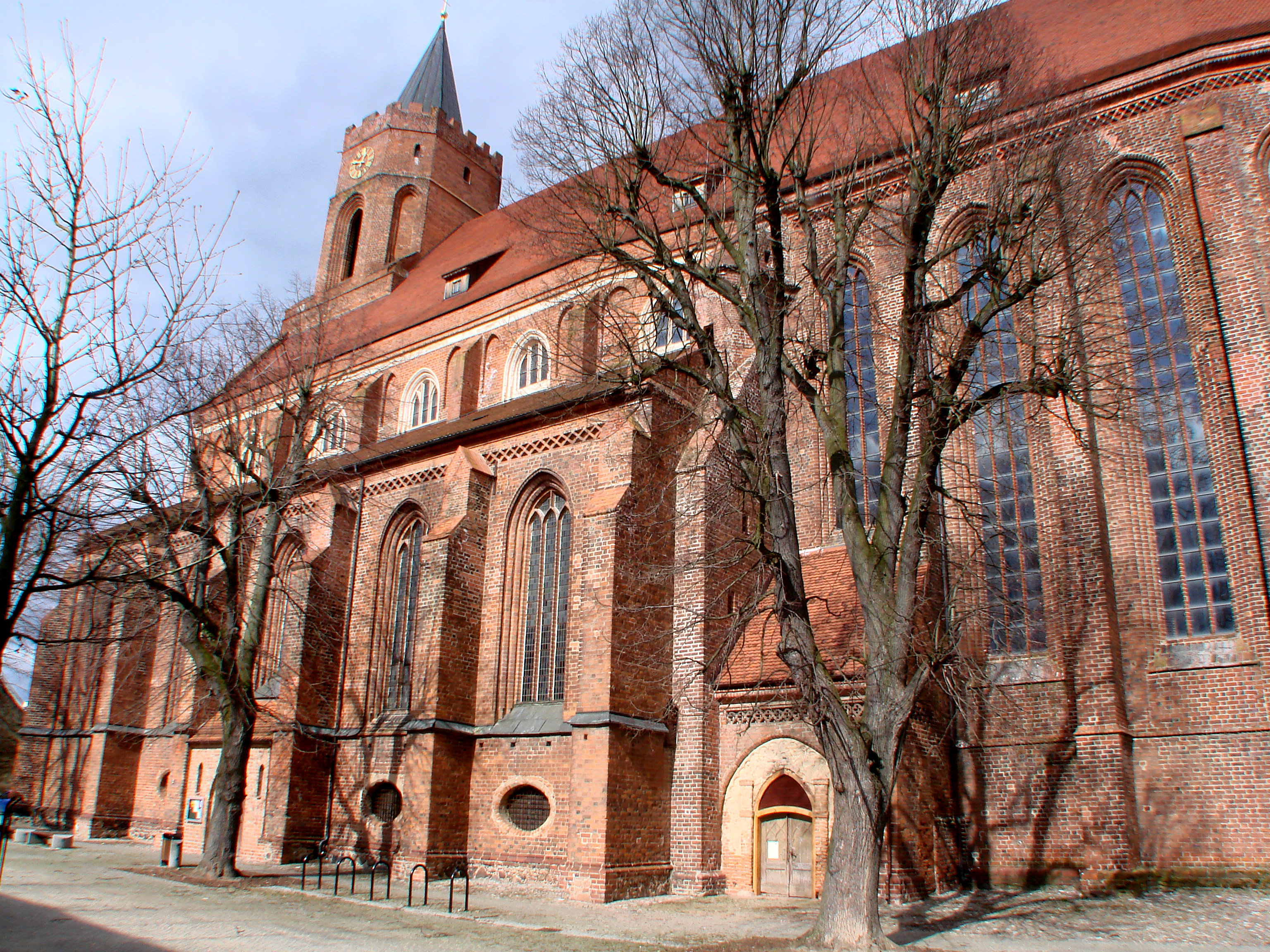
Kościół Mariacki

## Współpraca
Miejscowości partnerskie:
- Kamen, Nadrenia Północna-Westfalia
- Sulęcin, Polska